# Nasir ibn al-Nas
Nasir ibn al-Nas (... – 1088) è stato un principe berbero, quinto sovrano degli Hammadidi che regnò a Bijaya, nell'odierna Algeria tra il 1062 e il 1088.
Al-Nasir succedette a Buluggin ibn Muhammad (1046–1062) dopo la sua morte avvenuta nel 1062. Dopo il declino degli Ziridi in Ifriqiya, corrispondente all'odierna Cirenaica e Tunisia, a causa delle invasioni della tribù Banu Hilal a partire dal 1051, al-Nasir fu capace di estendere l'influenza degli Hammadidi in Ifriqiya. Furono insediati vassalli a Tunisi e territori molto lontani come Qayrawan caddero sotto l'influenza hammadide. L'influenza aumentò anche nel Sahara settentrionale grazie alla dipartita degli Ibaditi da Sandrata, avvenuta nel 1077. Con la fondazione di Bijaya come seconda capitale, gli scambi marittimi guadagnarono importanza per l'economia. Architetti e artisti italiani furono arruolati nella costruzione di Bijaya. Il controllo estensivo delle rotte commerciali portarono ad una crescita economica e fecero prosperare il regno.
Comunque, la stabilità del regno stesso era precaria, da quando i beduini Banu Hilal cominciarono ad infiltrarsi nello Stato Hammidide dall'Ifriqiya. All'inizio, i beduini furono arruolati come mercenari contro gli Almoravidi del Marocco, persino quando gli Almoravidi conquistarono Algeri nel 1081, gli Hammadidi poterono contare sul sostegno beduino per riconquistare la città. Ma i Banu Hilal non accettarono di finire sotto il controllo Hammadide, e ciò causò la caduta del regno.
Alla morte di al-Nasir, salì al potere il fratello Al-Mansur ibn an-Nasir.